# Shinnosuke Oka
Shinnosuke Oka (岡 慎之助, Oka Shinnosuke), né le 31 octobre 2003 à Okayama, est un gymnaste artistique japonais.

## Carrière
Il remporte la médaille d'or par équipes et au concours général individuel lors des Jeux Olympiques de Paris 2024, profitant notamment de la défaillance du favori chinois Zhang Boheng au sol lors de la finale alors qu'il avait survolé les qualifications devant Shinnosuke. Il poursuit ainsi la série de victoire au concours général individuel aux JO des gymnastes japonais débutée par Kohei Uchimura en 2012 à Londres, à nouveau vainqueur en 2016 à Rio, puis poursuivie par Daiki Hashimoto en 2020 à domicile à Tokyo.

## Palmarès

### Jeux olympiques
- Paris 2024
  -  médaille d'or au concours général individuel
  -  médaille d'or au concours général par équipe
  -  médaille d'or à la barre fixe
  -  médaille de bronze aux barres parallèles